# Mindener SpVgg 05
Mindener SpVgg 05 was een Duitse voetbalclub uit Minden, Noordrijn-Westfalen.

## Geschiedenis
De club werd in 1905 opgericht als Westfalia Minden. Twee jaar later werd Victoria Minden opgericht en beide clubs fuseerden in 1910 tot Mindener SC 05. In 1921 fuseerde de club met turnclub TV Jahn Minden tot SVg Minden 05. Doordat de Deutsche Turnerschaft besliste dat balsport- en turnclubs gescheiden moesten worden werd de voetbalafdeling opnieuw zelfstandig als Mindener SC 05.
In 1925 fuseerde de club met SV Fortuna-Wacker, dat zelf in 1919 ontstaan was door een fusie van Fortuna en Wacker, beiden opgericht in 1910. De fusieclub heette Mindener SpVgg 05.
Na de Tweede Wereldoorlog speelde de club in de Landesliga en Verbandsliga, toen nog de hogere amateurreeksen. In 1992 fuseerde de club met SC Minden en VfL Minden en werd zo Union Minden.